# Chrychrysia
Chrychrysia là một chi bướm đêm thuộc họ Noctuidae.